# Бєлгородська область
Бє́лгородська о́бласть (історично Бі́лгородська о́бласть, Білогоро́дчина, Білгоро́дщина; рос. Белгоро́дская о́бласть) — область Російської Федерації, що розташована в Центральній Росії на 500—700 км на південь від Москви, на кордоні з Україною. Майже вся територія області (крім п'яти північних районів) належить до української національної території. У сучасних межах Бєлгородська область існує з 6 січня 1954 року. Обласний центр — місто Бєлгород.

## Географія

### Загальні відомості
Бєлгородська область входить до складу Центрально-Чорноземного економічного району й Центрального федерального округу Російської Федерації. На півдні й заході вона межує з Луганською, Харківською й Сумською областями України, на півночі й північному заході — з Курською, на сході — з Воронезькою областями Росії. Загальна довжина її кордонів становить близько 1150 км, з них з Україною — 540 км.
Площа області становить 27,1 тис. км², довжина з півночі на південь — близько 190 км, із заходу на схід — близько 270 км. Область розташована на південно-західних і південних схилах Середньоруської височини в басейнах річок Дніпра й Дону, у лісостеповій зоні на піднятій горбистій рівнині із середньою висотою над рівнем моря 200 м. Найвища точка 277 м над рівнем моря — перебуває в Прохоровському районі. Найнижча — у долинах річок Оскола й Сіверського Дінця. Територія порізана балками, ярами, по яких розкидані діброви.

### Гідрографія
Область належить до маловодних: річками, озерами, болотами зайнято близько 1 % її території. Тут протікає більш як 480 малих річок і струмків. Найбільш великі з них на північному заході — Сіверський Донець, Ворскла, Ворсклиця, Псел, у східних районах — Оскіл, Тиха Сосна, Чорна Калитва, Валуй. Загальна довжина річкової мережі — 5000 км. Крім того, в області налічується 1100 ставків і 4 водоймища.

### Клімат
Клімат помірно континентальний з досить м'якою зимою зі снігопадами й відлигами й тривалим літом. Середня річна температура повітря змінюється від +5,4 °C на півночі до +6,7 °C на південному сході. Найхолодніший місяць — січень. Безморозний період становить 155—160 днів, тривалість сонячного часу — 1800 годин. Ґрунт промерзає й нагрівається до глибини 0,5–1 м. Опади нерівномірні. Найбільша їхня кількість випадає в західних і північних районах області й становлять у середньому 540—550 мм. У східні й південно-східні в окремі роки меншає до 400 мм.

### Фауна
Фауна Бєлгородської області лучно-степова. Особливу неповторність фауні надають кальцефільні зоокомплекси, пов'язані із крейдовими відкладеннями. Фауна Білгородської області нараховує за різними оцінками від 10 до 15 тисяч видів. Близько 10 % видів тварин перебуває під охороною держави. 50 видів включено до списку Червоної Книги.
Налічується близько 279 видів птахів, у тому числі 152 гніздових. Найбагатшими є ряди: горобцеподібних (111 видів); кулики (45 видів); гусеподібні (до 30 видів); денні хижаки (21 вид).
Чисельність мисливських тварин приблизно становить: лось — 387; олень — 501; сарна — 4474; кабан — 2574; заєць сірий — 18361; лисиця — 3856; куниця — 2025; тхір — 1120; вовк — 36. Щорічна чисельність мисливських тварин залишається стабільною.

### Флора
Рослинний покрив області відбиває риси північного лісостепу, для якого характерне чергування лісів з луковим степом. Вона представлена двома типами рослинності — зональної й екстразональної. Зональна рослинність — це плакорні діброви (221 вид) і степові луки (211 видів). Екстразональна рослинність — це луки (232 види), види чагарників і узлісь (161 вид), фітоценози крейдових оголень (93 виду) і синатропні спільноти (192 виду). У цілому флора області нараховує 1284 види. Лісистість області становить 9,8 %. Більш як 800 га лісових масивів, де зустрічаються рідкісні види тварин і рослин, віднесені до територій, що охороняються.

## Історія
Бєлгородська область — один із наймолодших регіонів Російської Федерації. У своїх нинішніх адміністративно-територіальних кордонах її утворено 6 січня 1954 року. Разом з тим Бєлгородщина — це стародавній край, який має багате історичне минуле. Про це свідчить і те, що обласний центр, місто Бєлгород, старше від Москви.
На рубежі XVI—XVII століть для надійної охорони російських володінь була споруджена суцільна лінія військових укріплень — Бєлгородська оборонна лінія, яка простягнулася майже на 800 кілометрів. Бєлгород став військово-адміністративним центром, у якім стояв Великий Бєлгородський полк.
У 1727 році була утворена Бєлгородська губернія, яка проіснувала до 1779 року. Вона займала землі не тільки сучасної Бєлгородщини, але й території нинішніх Курської, Орловської, частково Брянської й Харківської областей. Мала губернія й свій герб, який тепер є гербом Бєлгородської області.
Виникнувши як форпост на південних рубежах Росії, Бєлгородщина вписала у свою історію чимало героїчних сторінок. За подвиги в битві під Полтавою Петро I подарував воїнам Великого Бєлгородського полку прапор.
На Бєлгородській землі в роки німецько-радянської війни відбувся знаменитий Прохоровський танковий бій, що став відправною точкою перемоги над фашистською Німеччиною. На згадку про нього в епіцентрі Вогненної дуги на Третьому ратному полі Росії — Прохоровському — спорудять Пам'ятник Перемоги — Дзвіниця, а в самому селищі на народні пожертви споруджено Храм святих апостолів Петра й Павла.
За мужність і стійкість, виявлені бєлгородцями при захисті Батьківщини в період Великої Вітчизняної війни й за досягнуті успіхи у відновленні й розвитку народного господарства Указом Президії Верховної Ради СРСР від 4 січня 1967 року Бєлгородська область нагороджена орденом Леніна, 1980 року місто Бєлгород був нагороджений орденом Вітчизняної війни I ступеня за мужність і стійкість, виявлені трудящими міста в роки Великої Вітчизняної війни й за успіхи, досягнуті в господарському й культурному будівництві.
В ході російського вторгнення в Україну, в області з 2022 року відбувались бої на державному кордоні. У травні 2023 року губернатор Бєлгородської області Гладков заявив, що в область проникла українська «диверсійна група». Українські ЗМІ ідентифікували ймовірні групи як легіон «Свобода Росії» та Російський добровольчий корпус. Підрозділи заявили, що «повністю звільнили» населений пункт Козинка області та увійшли до Грайворона.

## Населення
Область посідає за територією 71 місце, за чисельностю й густотою населення відповідно 35 і 15 місця серед всіх суб'єктів РФ. Населення області становить 1511,6 тис. осіб (2005), у тому числі міського — 65,8 %, сільського — 34,2 % (2005). Густота населення — 55,8 oc. на 1 км² (2005). Середній вік становить 38,5 роки, у тому числі чоловіків — 35,6, жінок — 41 рік. Частка економічно активного населення — 46 %.

### Природний рух населення
Як і в інших регіонах європейської частини РФ, у Бєлгородській області з початку 1990-х років спостерігається природне скорочення населення (приблизно −5 осіб на 1000 населення). В останні роки спостерігається деяке скорочення цієї величини в результаті росту народжуваності й зниження смертності. Проте, попри негативні величини приросту, населення області залишалося стабільним протягом 1990-х років через значний міграційний приріст.

### Міграція
Міграція (а точніше інтенсивна імміграція) відіграє дуже значну (і навіть першорядну) роль у демографії сучасної області, чим вона сильно відрізняється від інших регіонів РФ. Область традиційно, ще в радянські часи залучала трудівників Крайньої Півночі, що вийшли на пенсію, а з початку 1990-х стала улюбленим пунктом призначенням для змушених переселенців (переважно росіян і українців) із країн СНД. Особливо значні в області діаспори казахів, економічних мігрантів з України та інших. Міграційний приріст області значний (після деякого зниження наприкінці 1990-х), він знову почав рости в 2005 році й у цей час повністю компенсує природний збиток населення, що важливо для підтримки високого економічного потенціалу області. Область, як і перше, має популярність серед росіян, що відробили на Півночі.

### Етнічний склад
Тепер область практично мононаціональна: 94,4 % — росіяни, 2,8 % — українці, 0,5 % — вірмени. 1897 року національний склад населення в повітах, що нині входять до складу Бєлгородської області, був такий: росіян — 673166 осіб — 60,5 %, українців — 439926 осіб — 39,5 % .
| Народ                                         | чисельність в 2002 році, тис. осіб |
| --------------------------------------------- | ---------------------------------- |
| Росіяни                                       | 1404,0                             |
| Українці                                      | 57,8                               |
| Вірмени                                       | 7,8                                |
| Білоруси                                      | 4,9                                |
| Азербайджанці                                 | 4,5                                |
| Турки                                         | 4,0                                |
| Татари                                        | 3,4                                |
| Німці                                         | 2,2                                |
| Молдовани                                     | 2,0                                |
| Цигани                                        | 1,8                                |
| Грузини                                       | 1,1                                |
| показані народи з чисельністю понад 1000 осіб |                                    |

### Національний склад по районах 2010[11]
|                          | росіяни | українці | вірмени |
| ------------------------ | ------- | -------- | ------- |
| м. Бєлгород              | 94,1 %  | 3,4 %    | 0,5 %   |
| Губкінський район        | 96,6 %  | 1,6 %    | 0,2 %   |
| Старооскольський район   | 95,2 %  | 2,3 %    | 0,7 %   |
| Алєксєєвський район      | 97,1 %  | 1,3 %    | 0,3 %   |
| Бєлгородський район      | 92,0 %  | 4,8 %    | 0,5 %   |
| Борисовський район       | 93,5 %  | 3,1 %    | 0,4 %   |
| Валуйський район         | 95,2 %  | 2,0 %    | 0,5 %   |
| Вейделєвський район      | 94,7 %  | 2,9 %    | 0,3 %   |
| Волоконовський район     | 95,3 %  | 1,7 %    | 0,8 %   |
| Грайворонський район     | 91,7 %  | 4,4 %    | 0,8 %   |
| Івнянський район         | 94,0 %  | 2,3 %    | 1,3 %   |
| Корочанський район       | 92,9 %  | 2,7 %    | 0,2 %   |
| Красненський район       | 97,2 %  | 1,2 %    | 0,1 %   |
| Красногвардєйський район | 97,6 %  | 1,0 %    | 0,5 %   |
| Красноярузький район     | 91,8 %  | 3,1 %    | 0,4 %   |
| Новооскольський район    | 94,1 %  | 2,4 %    | 0,3 %   |
| Прохоровський район      | 90,6 %  | 2,9 %    | 0,6 %   |
| Ракитнянський район      | 93,8 %  | 2,4 %    | 0,4 %   |
| Ровенський район         | 91,5 %  | 6,9 %    | 0,6 %   |
| Чернянський район        | 94,2 %  | 1,9 %    | 0,8 %   |
| Шебекинський район       | 93,2 %  | 3,5 %    | 0,7 %   |
| Яковлевський район       | 93,4 %  | 3,5 %    | 0,3 %   |
| Бєлгородська область     | 94,4 %  | 2,8 %    | 0,5 %   |

### Мови
Основна й офіційна мова спілкування на території області — російська. За даними перепису населення 2020—2021, 1 335 922 осіб вказали, що використовують у повсякденному житті російську, 13 697 — англійську, 3 761 — українську, 3 262 — турецьку, 3 162 — німецьку, 2 154 — вірменську, 1 516 — азербайджанську. Про володіння українською мовою заявило 11 888 осіб.

## Органи державної влади

### Губернатор області
Губернатор Бєлгородської області — Євген Савченко, уперше призначений на цю посаду в 1993 році, переобирався в 1995, 1999, 2003 і 2007 роках. В 1999 році конкурентом Євгена Савченка на виборах був Володимир Жириновський.
Попередником Савченка був Віктор Берестовий (керував областю з 1990 по 1993 роки)[джерело?].

## Економіка
Бєлгородщина — високорозвинений індустріально-аграрний регіон, економіка якого спирається на колосальні багатства надр і унікальні чорноземи. В області зосереджене більш ніж 40 відсотків розвіданих запасів залізних руд країни.

### Торгово-економічні зв'язки
Бєлгородська область традиційно мала й має міцні зв'язки з економікою й агропромисловим комплексом сусідньої України. Незважаючи на невеликі розміри, на область припадає п'ята частина сучасного товарообороту РФ і України.

### Корисні копалини
Виявлені й у різному ступені розвідані великі родовища бокситів, апатитів, мінеральних підземних вод (радонових і лікувально-столових), численні родовища будівельних матеріалів (крейди, піску, глин і ін.). Відомі прояви золота, графіту й рідкісних металів. Є географічні передумови для виявлення платини й інших корисних копалин.

### Сільське господарство
Земельні угіддя становлять 2713,4 тис. га, більше 70 % яких — чорноземи. На душу населення припадає 1,43 га сільгоспугідь, у тому числі ріллі — 1,1 га, Природні ліси й лісопосадки займають 248,3 тис. га — 12,5 % території області. Загальні запаси деревини — 34,3 млн м³.

## Транспорт
Через Бєлгородську область проходять найважливіші залізничні й автомобільні магістралі міждержавного значення, що з'єднують Москву з південними районами Росії й Україною, у тому числі федеральна автотраса М2 «Крим» і залізнична магістраль Москва — Харків — Севастополь. Експлуатаційна довжина залізничних колій загального користування становить 694,6 км, довжина автомобільних доріг із твердим покриттям (включаючи відомчі) — 8,5 тис. км або 87,7 % від загальної довжини.

## Адміністративно-територіальний устрій області
До складу області входять 21 район, 6 міст обласного підпорядкування Алексєєвка, Бєлгород, Валуйки, Старий Оскол, Губкін, Шебекіно) і 4 міста районного підпорядкування (Грайворон, Новий Оскол, Короча, Строїтель), 20 селищ міського типу, 1592 сільських населених пункти. Адміністративний центр — місто Бєлгород з населенням 348 тис. осіб, розташоване за 695 км на південь від Москви.

### Райони
- Алексєєвський район
- Бєлгородський район
- Борисовський район
- Валуйський район
- Вейделєвський район
- Волоконовський район
- Грайворонський район
- Івнянський район
- Корочанський район
- Красненський район
- Красногвардєйський район
- Красноярузький район
- Новооскольський район
- Прохоровський район
- Ракитянський район
- Ровенський район
- Старооскольський район
- Чернянський район
- Шебекинський район
- Яковлевський район